# Майныгытгын
Майныгытгын — озеро на Дальнем Востоке России, на территории Анадырского района Чукотского автономного округа. Высота над уровнем моря — 190 м.
Название в переводе с чук.  — «большое озеро».
Расположено близ северного подножия горы Пырканайкай Анадырского плоскогорья. В Майныгытгын впадает протока из озера Островного, а вытекающая река является правым притоком Энмываама. Посередине водоёма находится небольшой остров.